# 全国鉄動力車労働組合
全国鉄動力車労働組合（ぜんこくてつどうりょくしゃろうどうくみあい）は、国鉄・JRグループにおいて存在した労働組合。略称は「全動労」。現在の建交労全国鉄道本部である。

## 歴史
結成当初は地方鉄道管理局単位に組織された労組の連合体で、その後単一組織化された。加盟組合員はもともと動労に属していた。その中で反主流派として日本共産党を支持する「革新統一戦線派」がいた。しかし1974年の第10回参議院議員通常選挙において日本社会党公認の候補目黒今朝次郎への投票・カンパの強制に反対した反主流派が除名された。国労内にも共産党支持のグループがあったものの合流はせず、同年3月31日、北海道札幌市において「全国鉄動力車労働組合連合会」（全動労）を結成した。後に「全国鉄動力車労働組合」に改称。全国38地区、約3500人。委員長に遠藤泰三、副委員長に福岡孝洋、横本一男、書記長に新幹生。
国労（社会党支持・共産党支持）、動労（社会党支持）、鉄労（民社党支持）、全施労（公明党支持）などとならぶ国鉄内での単産であったが、組合員は北海道（札幌）などの拠点職場を除いては圧倒的に少数であった。
国鉄分割民営化に反対したために、国労、動労千葉（中核派支持）とともに、JR不採用のターゲットとされ、多数の組合員が新会社に採用されず、路頭に迷うこととなった。「全動労争議団」を組織し、不採用問題への闘争を開始する。その過程で、第二次採用に応じて、北海道から本州のJRへと職場を変えた者もいた。のちにこの問題では、関連する政治セクトを超えて、国労・動労千葉と共闘関係を築いた。
1989年成立のナショナルセンター、全労連の傘下となった。
1999年、運輸一般労働組合、建設一般労働組合と合同して「全日本建設交運一般労働組合」（建交労）を結成、その中の鉄道本部となる。